# Niklaus von Flüe (Historiker)
Niklaus von Flüe (* 16. April 1934 in Kerns; † 26. Oktober 2013 in Sarnen; heimatberechtigt in Sachseln) war ein Schweizer Historiker, Autor und Lehrer.

## Leben
Seine Jugendzeit verbrachte von Flüe in Sarnen. Er promovierte 1960 an der Universität Freiburg i. Üe. In seiner Doktorarbeit Obwalden zur Zeit der Helvetik begann er als Historiker mit der Aufarbeitung der Obwaldner Geschichte des 18. und 19. Jahrhunderts. An der Kantonsschule Solothurn unterrichtete er Geschichte. 1983 wechselte er zur Kantonsschule Reussbühl in Littau, wo er von 1983 bis 1995 ebenfalls Geschichte unterrichtete; von 1983 bis 1997 war er der Rektor dieser Schule.
Von Flüe war zweimal verheiratet, beide Male verwitwet, und hatte 3 Kinder aus der zweiten Ehe. Seit seiner Pensionierung 1997 lebte er in Kerns.

## Werk
Von Flüe schrieb zahlreiche Bücher und Publikationen zur Obwaldner Geschichte. In Zusammenarbeit mit dem Historischen Verein Obwalden sind viele seiner Bücher in der Reihe «Obwaldner Geschichtsblätter» des Vereins erschienen.
Von Flüe war Mitarbeiter des Historischen Lexikons der Schweiz und Autor von über hundert Artikeln dieses Lexikons.

### Bücher
- Obwalden zur Zeit der Helvetik 1798–1803. Obwaldner Geschichtsblätter, Heft 7, 1961.
- Die Mediationszeit in Obwalden 1803–1813. Obwaldner Geschichtsblätter, Heft 10, 1968.
- 100 Jahre Nünalphorn-Paxmontana: Die Hotelgeschichte. Hrsg.: Paxmontana AG, 1996.
- Restaurationszeit in Obwalden: Die Beziehungen Obwaldens zum Bund und die Entwicklung des Kantons von 1814 bis 1848. Obwaldner Geschichtsblätter, Heft 22, 1998.
- Peter Ignaz von Flüe, 1762 bis 1834: Obwaldner Landammann, helvetischer Beamter und Senator, Pfarrer von Alpnach. Eigenverlag, Kerns, 1998.
- Edisried und seine Kapelle St. Josef: Festschrift zur 250-Jahr-Feier der Kapelle. Hrsg.: Kapellenstiftung Edisried, 2003.
- Obwalden 1848–1888: Die Einordnung in den Bundesstaat. Obwaldner Geschichtsblätter, Heft 25, 2004.
- Giswil im 19. Jahrhundert: Ein Dorf im politischen und wirtschaftlichen Wandel. Heimatkundliche Vereinigung Giswil, Giswiler Geschichtsheft, Heft 6, 2006.
- Pfrund der Kapellen im Ranft und auf dem Flüeli 1482–2004. Hrsg.: Kapellenstiftung Flüeli-Ranft, 2006.
- Sachseln im 19. Jahrhundert: Chronik und Geschichte der Gemeinde. Eigenverlag, Kerns 2006.
- Obwalden im 18. Jahrhundert. Obwaldner Geschichtsblätter, Heft 26, 2009.
- Nicolaus Hermann 1818–1888. Der bedeutendste Sachsler Politiker des 19. Jahrhunderts. Eigenverlag, Kerns 2009.
- Sarnen: Aus 1000 Jahren Geschichte. Eigenverlag, Kerns 2012.

### Aufsätze
- Die Obwaldner Wehrordnung in der ersten Hälfte des 19. Jahrhunderts. In: Obwaldner Geschichtsblätter, Heft 12, 1974, S. 5–68.
- Die Spannungen zwischen Ob- und Nidwalden nach dem Anschluss von Engelberg an Obwalden. In: Obwaldner Geschichtsblätter, Heft 14, 1979, S. 73–135.
- Wandel in der staatlichen Organisation Obwaldens unter dem Einfluss der Ideen der Aufklärung und der französischen Revolution. In: Obwaldner Geschichtsblätter, Heft 15, 1980, S. 109–127.
- Vom Bundesvertrag zur Bundesverfassung: Obwalden im Kampf gegen die Freischarenzüge und für den Sonderbund. In: Obwaldner Geschichtsblätter, Heft 19, 1990, S. 9–205.
- 125 Jahre Historisch-antiquarischer Verein Obwalden: Eine Vereinsgeschichte. In: Obwaldner Geschichtsblätter, Heft 23, 2003, S. 33–88.
- Bruder Klausenverehrung im 19. Jahrhundert. In: Obwaldner Geschichtsblätter, Heft 23, 2003, S. 127–192.
- Die Benediktiner des Klosters Muri-Gries am Obwaldner Kollegium in Sarnen. In: Obwaldner Geschichtsblätter, Heft 23, 2003, S. 193–212.
- Das Geschlecht der von Flüe. In: Obwaldner Brattig 2014, Nr. 39, Alpnach 2013, ISBN 978-3-033-04224-7, S. 78–96.